# Cheng Xiaoyan
Cheng Xiaoyan (née le 20 décembre 1975) est une athlète chinoise spécialiste du lancer du poids. 

## Carrière

### Palmarès
| Année | Compétition                    | Lieu     | Résultat | Performance |
| ----- | ------------------------------ | -------- | -------- | ----------- |
| 1994  | Championnats du monde junior   | Lisbonne | 1re      | 18,76 m     |
| 1995  | Universiade                    | Fukuoka  | 2e       | 17,95 m     |
| 1998  | Jeux asiatiques                | Bangkok  | 2e       | 18,55 m     |
| 1999  | Championnats du monde          | Séville  | 5e       | 18,67 m     |
| 2000  | Jeux olympiques                | Sydney   | 11e      | 17,85 m     |
| 2001  | Championnats du monde en salle | Lisbonne | 7e       | 18,22 m     |
| 2002  | Championnats d’Asie            | Colombo  | 2e       | 17,39 m     |

### Records
| Épreuve         | Performance | Lieu  | Date        |
| --------------- | ----------- | ----- | ----------- |
| Lancer du poids | 20,02 m     | Pékin | 5 juin 1994 |

| Épreuve         | Performance | Lieu  | Date            |
| --------------- | ----------- | ----- | --------------- |
| Lancer du poids | 18,75 m     | Pékin | 22 février 2000 |